# Ydre kommun
57°49′38″N 15°16′26″Ø / 57.82722°N 15.27389°Ø
Ydre kommune ligger længst mod syd i det svenske län Östergötlands län. Administrationen ligger i kommunens største by Österbymo. Kommunen er indbyggermæssigt den mindste i Götaland og den har Sveriges mindste kommunale administrationsby, Österbymo. Nordligst i kommunen ligger søen Sommen, der gennemløbes af Svartån.

## Byer
Ydre kommune har tre byer.
I tabellen opgives antal indbyggere pr, 31. december 2005.
| 1. | Österbymo | 873 |
| 2. | Hestra    | 490 |
| 3. | Rydsnäs   | 304 |

## Eksterne kilder og henvisninger
1. ↑  ”Folkmängd i riket, län och kommuner 31 mars 2013 och befolkningsförändringar 1 januari - 31 mars 2013” Statistiska centralbyrån. Læst 13 maj 2013.

- Wikimedia Commons har flere filer relateret til Ydre kommun